# Feindliche Brüder

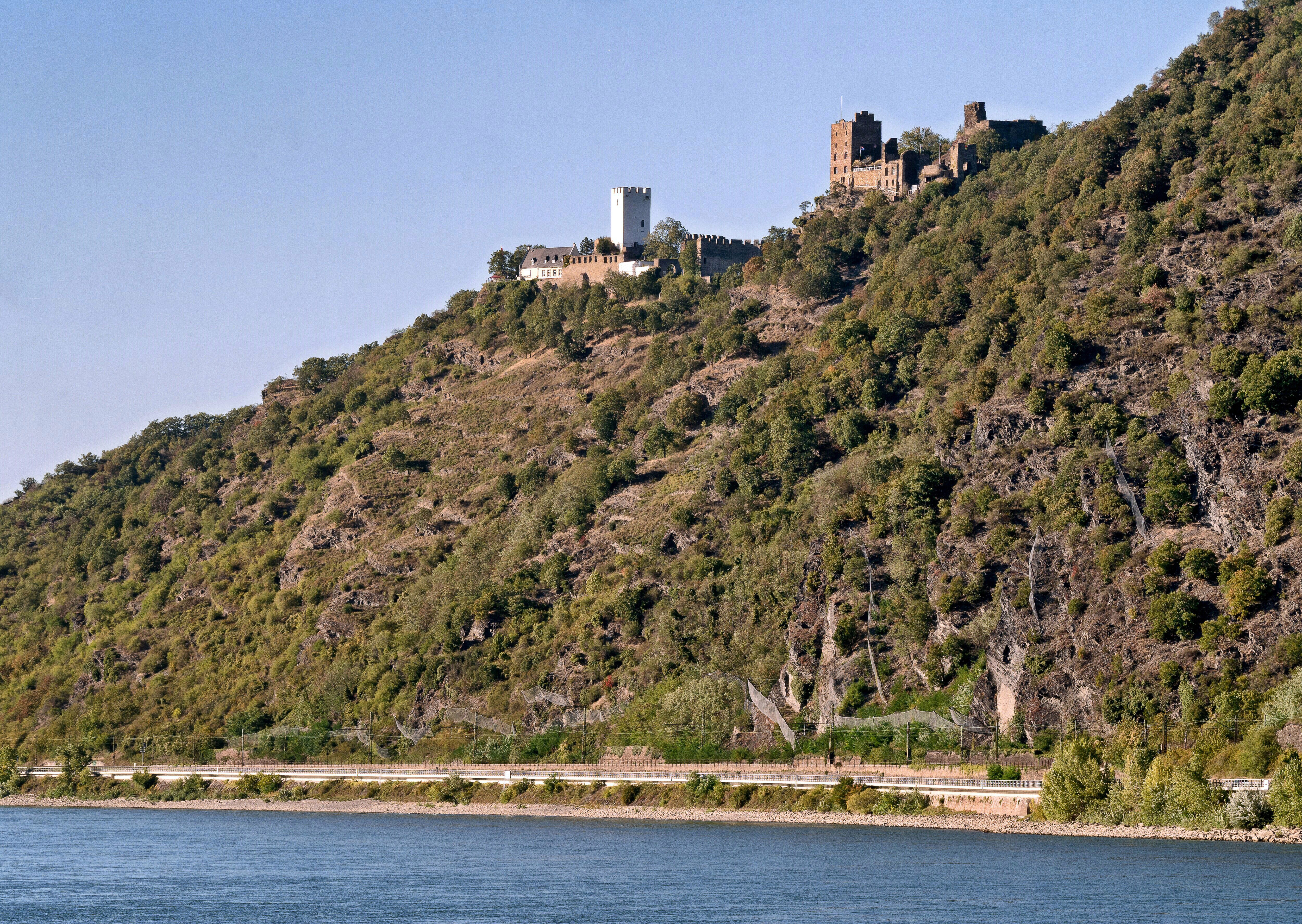
Die „Feindlichen Brüder“, Rheinseite

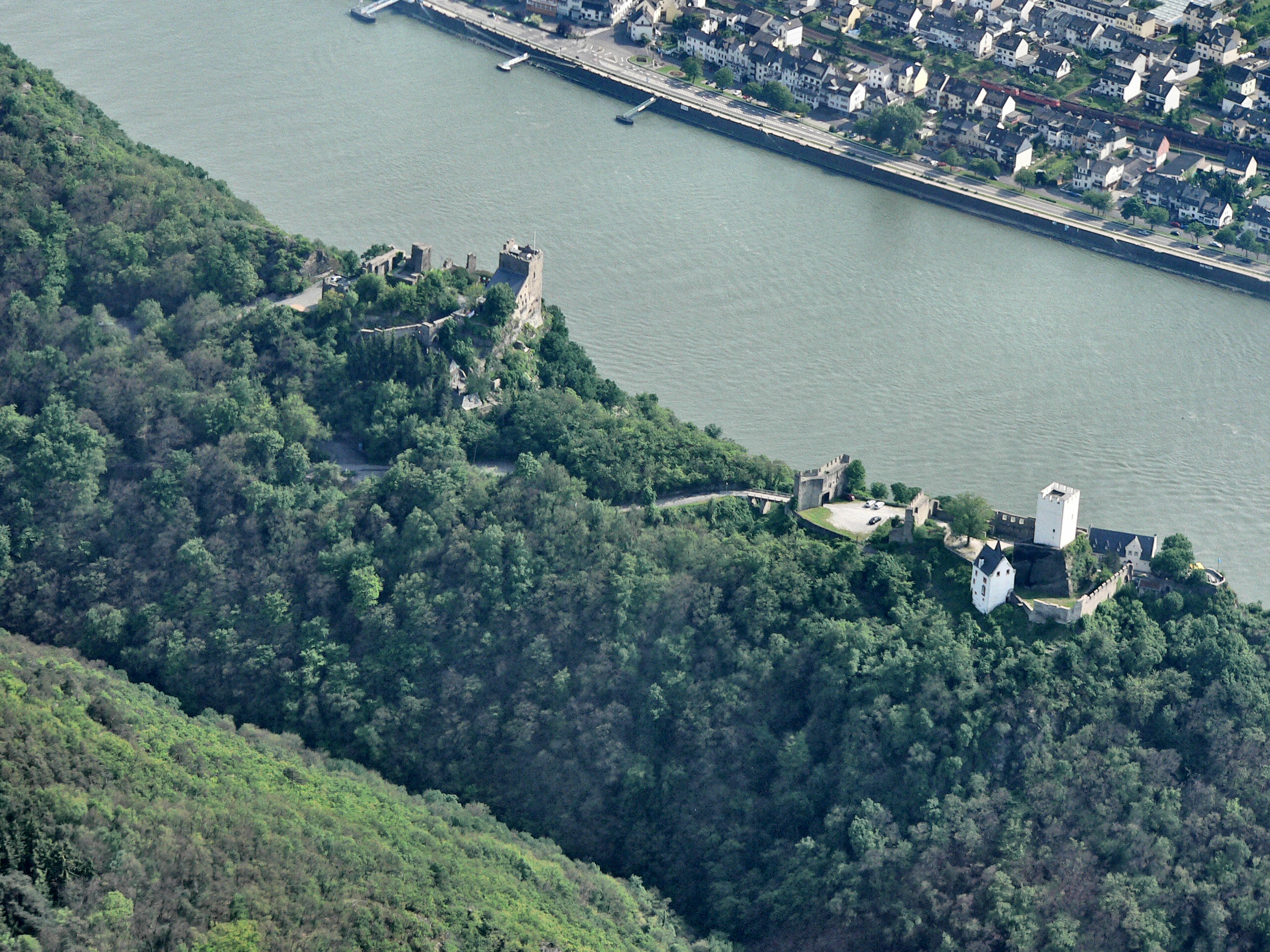
Die „Feindlichen Brüder“

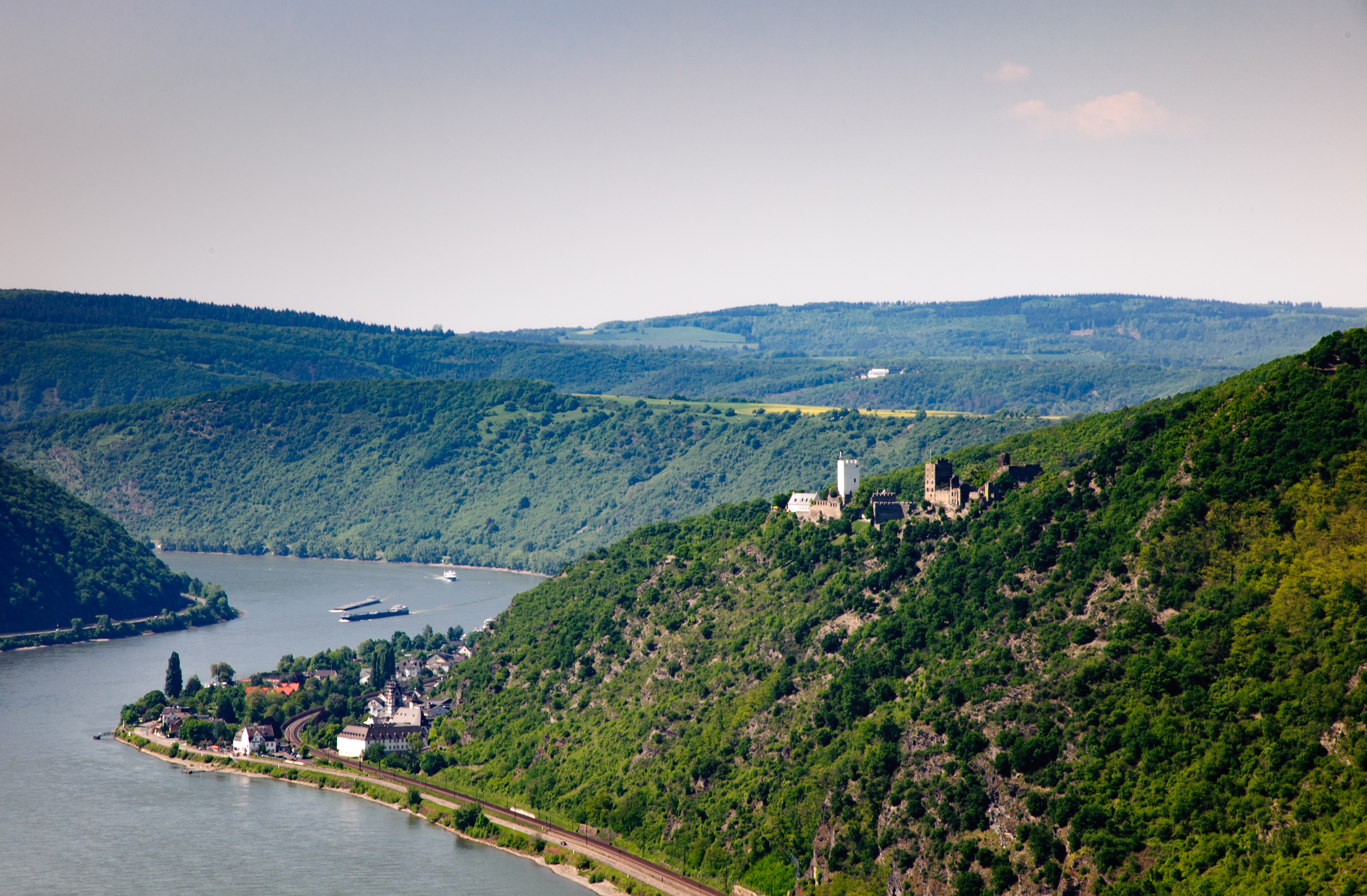
Lage der „Feindlichen Brüder“ über Kamp-Bornhofen

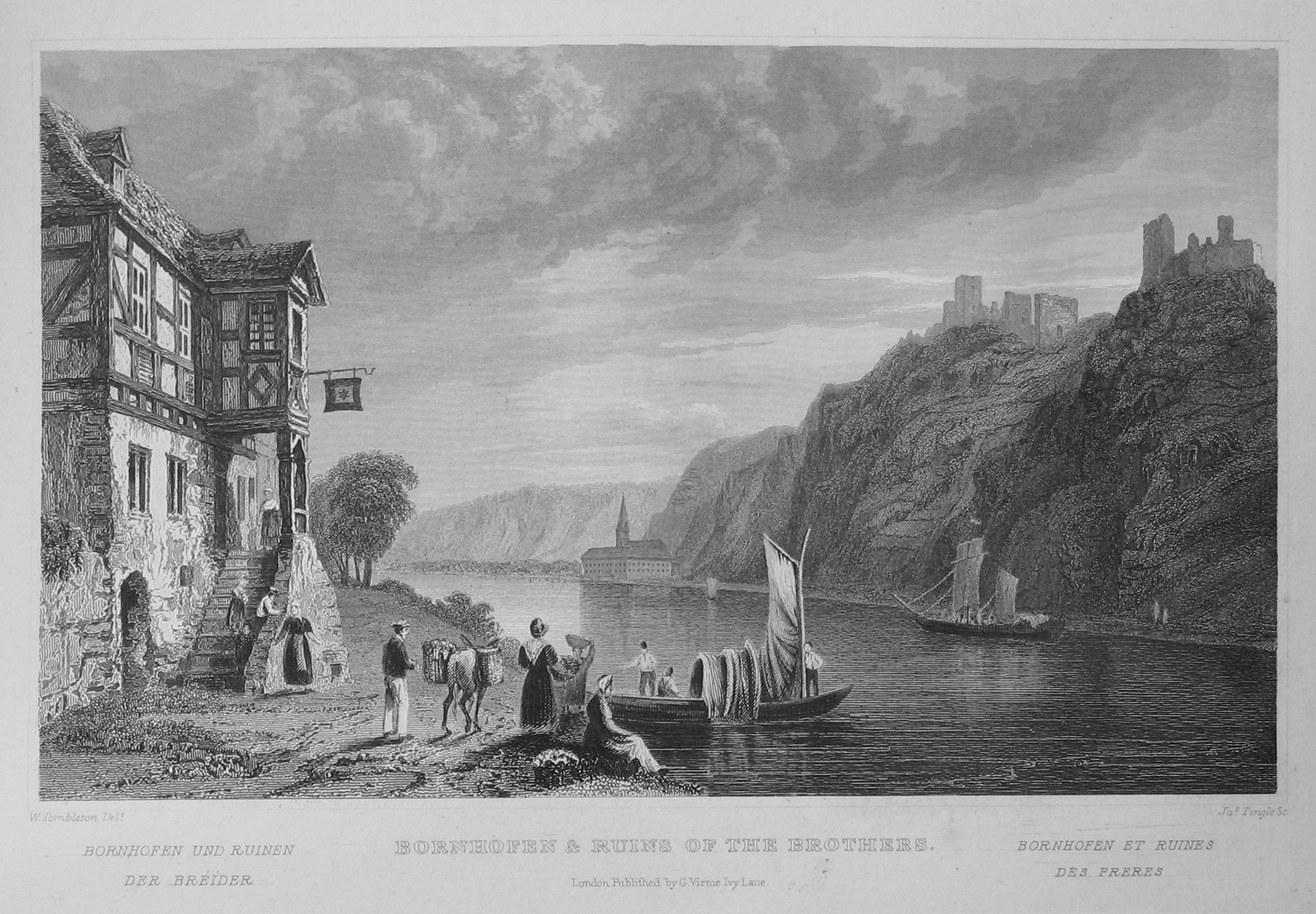
Stich nach William Tombleson

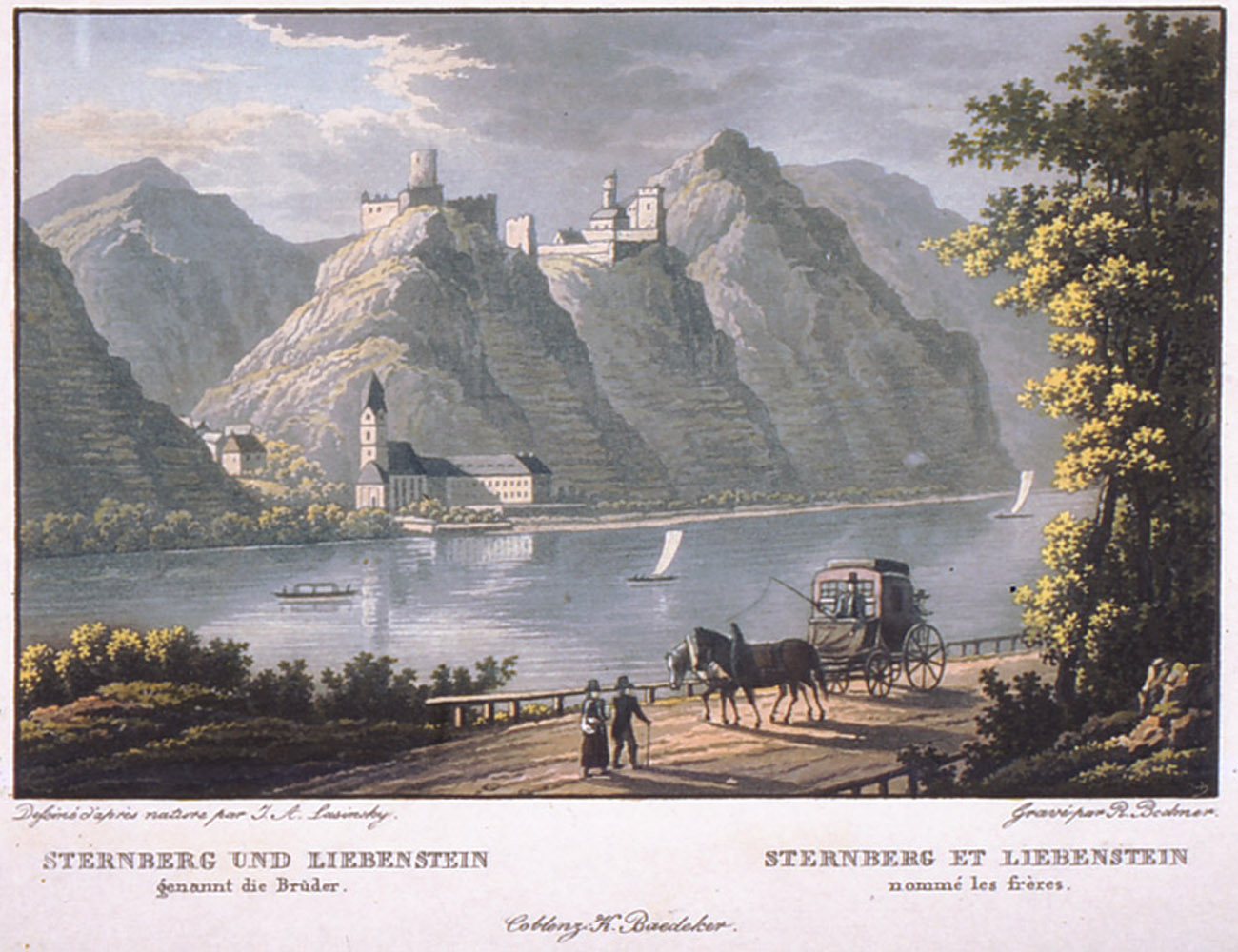
Stich von Rudolf Bodmer um 1828

Die Feindlichen Brüder sind eine im späten 16. Jahrhundert entstandene deutsche Sage um die unmittelbar beieinander liegenden Burgen Sterrenberg und Liebenstein im UNESCO-Welterbe Oberes Mittelrheintal bei Kamp-Bornhofen.
Aufgrund der großen Bekanntheit der Sage und der einmaligen Lage der Burgen, die durch zwei Schildmauern voneinander getrennt sind, werden die beiden Burgen selbst als die „Feindlichen Brüder“ bezeichnet und sind landläufig eher als solche, als unter ihren richtigen Namen bekannt.
Daneben gibt es auch Sagen von anderen feindlichen Brüdern, namentlich in der Steiermark.

## Die Sage

### Ursprung und Hintergrund
Die Sage um die feindlichen Brüder soll erstmals 1587 erzählt worden sein. Da die Burg Sterrenberg seit dem Jahr 1320 zum kurtrierischen Bezirk gehörte, wurde sie gegen die nahegelegene Burg Liebenstein stark befestigt; das führte später zu der Sage von den feindlichen Brüdern.
Außerdem diente die im 13. Jahrhundert erbaute und somit jüngere Burg Liebenstein der Burg Sterrenberg als Vorburg. Die beiden Schildmauern führten zur besseren Verteidigung von Sterrenberg. Es wird angenommen, dass nie eine bewaffnete Auseinandersetzung zwischen den Burgen stattgefunden hat.
Die Sage ist Thema des Gedichts Zwei Brüder von Heinrich Heine im Buch der Lieder.

### Inhalt
In der Burg von Boppard wuchsen die Brüder Heinrich und Konrad aus dem Geschlecht der Beyer von Boppard auf. Ihr Vater Heinrich hatte ein Waisenkind aus einer entfernt verwandten Rüdesheimer Familie namens Hildegard Brömser bei sich aufgenommen. Die drei Kinder wuchsen miteinander heran. Heinrich und Konrad verliebten sich in Hildegard. Da Hildegard jedoch Konrad zu lieben schien, ließ Heinrich seinem Bruder den Vortritt und die beiden heirateten.

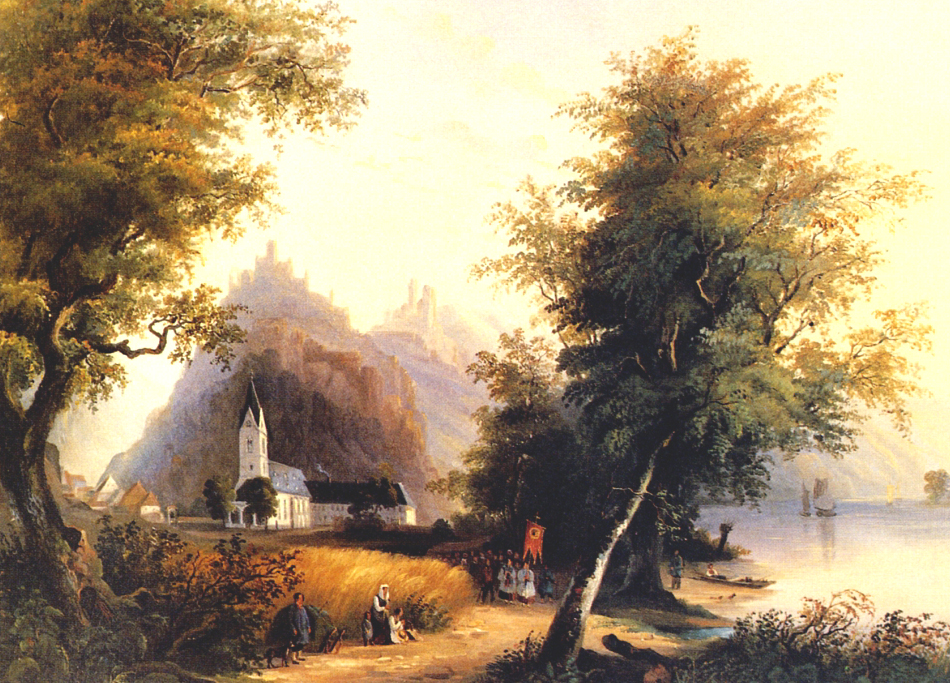
Ölgemälde Die feindlichen Brüder bei Bornhofen am Rhein mit Kloster und Dorfansicht von dem 21-jährigen Karl Bodmer. Um 1830, Privatbesitz. Das Bild zeigt das ehemalige Kapuzinerkloster mit der Wallfahrtskirche von Bornhofen, eine Prozession, den Rhein und die Burgen Sterrenberg und Liebenstein.

Damit das neue Paar und sein Heinrich ein Zuhause hatten, ließ der Vater auf der anderen Rheinseite auf zwei nah beieinander liegenden Hügeln zwei Burgen bauen, die heute als Sterrenberg und Liebenstein bekannt sind. Da Heinrich weiterhin unter Liebeskummer litt, entschloss er sich, sich den Kreuzzügen anzuschließen und ins Heilige Land zu ziehen.
Nach einiger Zeit erreichten das glücklich miteinander lebende Paar Nachrichten der Heldentaten Heinrichs im Morgenland. Konrad wollte nicht mehr untätig zu Hause sitzen. Er zog ebenfalls los, um seinen Mut zu beweisen. Einige Zeit später kehrte Heinrich zurück und berichtete, dass Konrad nur kurz im Heiligen Land gewesen und dann nach Athen gereist sei. Hildegard und Heinrich zogen zusammen in der Burg Liebenstein ein, um nicht alleine zu sein, bis Konrad zurückkehren sollte. Heinrich respektierte jedoch während der gesamten Zeit das heilige Band der Ehe.
Endlich kehrte auch Konrad zurück, hatte jedoch eine wunderschöne griechische Frau bei sich. Hildegard war tief gekränkt und wurde zu einer ernsten und traurigen Frau. Heinrich konnte diese Kränkung durch seinen Bruder nicht ertragen, ließ eine Mauer zwischen den Burgen erbauen und forderte Konrad zu einem Duell heraus.
Als das Duell stattfinden sollte, trat Hildegard zwischen die Brüder und bat sie, nicht miteinander zu kämpfen. Sie würde indes in Boppard dem Kloster Marienberg beitreten und somit nicht mehr zwischen den Brüdern stehen. Heinrich und Konrad legten daraufhin ihren Streit bei, Hildegard ging ins Kloster und Heinrich zog sich auf Liebenstein zurück. Auf Burg Sterrenberg wurden wilde Feste gefeiert, doch Konrad fehlte bald der Kontakt zu seinem Bruder. Danach kam Konrad zu Heinrich und erzählte ihm, dass die Griechin ihn wegen eines anderen Ritters verlassen hatte. Heinrich machte Konrad keinerlei Vorwürfe, und sie schlossen wieder Freundschaft.
Nach wenigen Jahren starb Konrad, und Heinrich trat ins Kloster Bornhofen ein. Heinrich und Hildegard starben am gleichen Tag, und die Marienberger Totenglocke und die Bornhofener Grabesglocke läuteten zur gleichen Zeit.